# Ⲟ
Cette page contient des caractères spéciaux ou non latins. S’ils s’affichent mal (▯, ?, etc.), consultez la page d’aide Unicode.
Ne doit pas être confondu avec la lettre grecque Omicron, la lettre latine O ou la lettre cyrillique О.
Ⲟ (minuscule : ⲟ), appelé ou, est une lettre de l’alphabet copte utilisée dans l’écriture du copte, de l’ancien nubien et du nobiin.

## Représentations informatiques
Le ou a été représenté avec les mêmes caractères que le omicron grec jusqu’à la publication d’Unicode 4.1 en mars 2005, à partir de laquelle il est représenté avec des caractères qui lui sont propres. Il peut donc être représenté à l’aide des caractères (Grec et copte, Copte) suivants, :
| lettres   | représentations | chaînes de caractères | points de code | descriptions                | note               |
| --------- | --------------- | --------------------- | -------------- | --------------------------- | ------------------ |
| majuscule | Ο               | Ο                     | U+039F         | lettre majuscule grecque ou | avant Unicode 4.1  |
| minuscule | ο               | ο                     | U+03BF         | lettre minuscule grecque ou | avant Unicode 4.1  |
| majuscule | Ⲟ               | Ⲟ                     | U+2C9E         | lettre majuscule copte o    | depuis Unicode 4.1 |
| minuscule | ⲟ               | Ⲟ                     | U+2C9E         | lettre minuscule copte o    | depuis Unicode 4.1 |